# Descarbonilación
Muchos carbonilos orgánicos experimentan descarbonilación. Una transformación común implica la conversión de aldehídos a los alcanos, generalmente catalizadas por metales complejos:
RCHO   →   RH  + CO
Por lo general, la descarbonilación no es deseable debido a que un grupo funcional se pierde. Estas reacciones transcurren a través de hidruros de metal acilo. Las cetonas y otros grupos funcionales que contienen carbonilo son más resistentes a la descarbonilación que slos aldehídos.
La reacción inversa, la inserción de CO en un bono, es también una reacción común y de interés industrial. La descarbonilación está a menudo en competencia con la reacción contraria de carbonilación.

Descarbonilación de oxalato de dimetilo a dimetil carbonato